# Grand orgue de Notre-Dame de Paris
Ne doit pas être confondu avec Orgue de chœur de Notre-Dame de Paris.
Le grand orgue de Notre-Dame de Paris est un orgue situé sous la rosace du côté ouest à l'intérieur de la cathédrale Notre-Dame de Paris. Il compte 115 jeux réels et près de 8 000 tuyaux. Il partage avec le Grand Orgue de Saint Eustache le titre de plus grand Orgue de France. 
En effet, s'il est le premier par le nombre de jeux (115 contre 102), il est second du point de vue des dimensions et du nombre de tuyaux (les deux instruments comptent effectivement 7952 tuyaux, et le Grand Orgue de Saint Eustache garde l'avantage par ses dimensions — 10 mètres de large sur 18 mètres de haut).
Il a été épargné par l'incendie du 15 avril 2019 mais a nécessité d'importants travaux de restauration.

## Histoire
Le grand orgue actuel, est le fruit des travaux successifs de plusieurs grands facteurs d’orgue : construction dans le buffet actuel par François Thierry en 1733, reconstructions par François-Henri Clicquot en 1783, puis par Aristide Cavaillé-Coll en 1868 ; restaurations par Boisseau depuis 1960, avec la collaboration des entreprises Giroud, Emeriau et Synaptel en 1992. 
En 1868, il comprenait 86 jeux. À l’heure actuelle, après de multiples ajouts et restaurations, il compte 115 jeux réels depuis 2014. Il compte 7952 tuyaux. La transmission est devenue numérique pour les cinq claviers ainsi que le tirage des 115 jeux réels.
Un programme général des travaux de restauration a été confié à Pascal Quoirin et Bertrand Cattiaux. Commencés en mai 1990, ils se sont achevés en novembre 1992.
L'incendie du 15 avril 2019 ne semble pas l'avoir gravement endommagé, mais l'orgue nécessite un important travail de dépose et de restauration. Provisoirement inutilisable en raison de la suie et de la poussière, il a du être démonté de fond en comble,,,.
Le grand orgue de Notre-Dame est redevenu un acteur de la vie liturgique pour la cérémonie d'ouverture du samedi 07 décembre 2024. 
Après avoir été démonté dans sa quasi-totalité, exception faite du buffet, de soufflets et de certains tuyaux de 10 m de haut) a été décontaminé, nettoyé en atelier, rénové, puis reposé pièce par pièce, là où il trône depuis des siècles, juste en dessous de la rose ouest de Notre-Dame recouvrant le portail d’entrée.
Les facteurs d’orgues de la cathédrale qui ont restauré le grand orgue sont : 
- Olivier Chevron, Atelier Cattiaux Olivier Chevron succ[15],[16] ,
- Itaru Sekiguchi[17],[18],
- Pascal Quoirin[19],[20],
- la Manufacture languedocienne des grandes orgues[21],[22].

Jusqu'à l'incendie d'avril 2019, un récital était donné chaque samedi à 20 heures par les organistes titulaires ou par des organistes invités.

## Composition
| I Grand-Orgue C–g3             |     |
| Violon Basse                   | 16′ |
| Bourdon                        | 16′ |
| Montre                         | 08′ |
| Viole de Gambe                 | 08′ |
| Flûte harmonique               | 08′ |
| Bourdon                        | 08′ |
| Prestant                       | 04′ |
| Octave                         | 04′ |
| Doublette                      | 02′ |
| Fourniture harmonique II–V 4'  |     |
| Cymbale harmonique II–V 2 2/3' |     |
| Bombarde                       | 16′ |
| Trompette                      | 08′ |
| Clairon                        | 04′ |
|                                |     |
| Chamades                       |     |
| Chamade                        | 08′ |
| Chamade                        | 04′ |
| Chamade (Rec.)                 | 08' |

| II Positif C–g3    |        |
| Montre             | 16′    |
| Bourdon            | 16′    |
| Salicional         | 08′    |
| Flûte harmonique   | 08′    |
| Bourdon            | 08′    |
| Unda maris (ab co) | 08′    |
| Prestant           | 04′    |
| Flûte douce        | 04′    |
| Nazard             | 02/3′  |
| Flautino           | 02′    |
| Tierce             | 013/5′ |
| Fourniture V 2'    |        |
| Cymbale V 1'       |        |
| Clarinette basse   | 16′    |
| Clarinette         | 08′    |
| Clarinette aiguë   | 04′    |

| III Récit expressif C–g3 |       |
|                          |       |
| Quintaton                | 16′   |
| Diapason                 | 08′   |
| Viole de Gambe           | 08′   |
| Voix céleste (ab co)     | 08′   |
| Flûte traversière        | 08′   |
| Bourdon céleste          | 08′   |
| Octave                   | 04′   |
| Flûte octaviante         | 04′   |
| Quinte                   | 02/3′ |
| Octavin                  | 02′   |
| Bombarde                 | 16′   |
| Trompette                | 08′   |
| Basson Hautbois          | 08′   |
| Clarinette               | 08′   |
| Voix humaine             | 08′   |
| Clairon                  | 04′   |
| Trémolo                  |       |
|                          |       |
| Classique (fo-g3)        |       |
| Cornet V                 |       |
| Hautbois                 | 08′   |
|                          |       |
| Chamades                 |       |
| Basse Chamade            | 08′   |
| Dessus Chamade           | 08′   |
| Chamade                  | 04′   |
| Chamade Régale           | 08′   |
| Basse Chamade (G.O.)     | 08'   |
| Dessus Chamade (G.O.)    | 08'   |
| Chamade (G.O.)           | 04'   |
| Trémolo                  |       |

| IV Solo C–g3                       |        |
| Bourdon                            | 32′    |
| Principal                          | 16′    |
| Principal                          | 08′    |
| Flûte harmonique                   | 08′    |
| Quinte                             | 051/3′ |
| Prestant                           | 04′    |
| Tierce                             | 031/5′ |
| Nazard                             | 02/3′  |
| Septième                           | 02/7′  |
| Doublette                          | 02′    |
| Cornet II–V                        |        |
| Grande Fourniture II from 32'      |        |
| Fourniture V from Principal 16' 2' |        |
| Cymbale V (8') 1'                  |        |
| Cromorne                           | 08′    |
|                                    |        |
| Chamades                           |        |
| Chamade (G.O.)                     | 08'    |
| Chamade (G.O.)                     | 04'    |

| V Grand-Chœur C–g3 |        |
| Principal          | 08′    |
| Bourdon (*)        | 08′    |
| Prestant (*)       | 04′    |
| Nazard (*)         | 02/3′  |
| Doublette (*)      | 02′    |
| Tierce (*)         | 013/5′ |
| Cornet (*)         |        |
| Larigot            | 01/3′  |
| Septième           | 01/7′  |
| Piccolo            | 01′    |
| Plein jeu III–V    |        |
| Tuba magna         | 16′    |
| Trompette          | 08′    |
| Clairon            | 04′    |

| Pédalier C–g1         |        |
| Principal             | 32′    |
| Contrebasse           | 16′    |
| Soubasse              | 16′    |
| Quinte                | 102/3′ |
| Flûte                 | 08′    |
| Violoncelle           | 08′    |
| Tierce                | 062/5′ |
| Quinte                | 051/3′ |
| Septième              | 04/7′  |
| Oktav                 | 04′    |
| Bombarde (A)          | 32′    |
| Bombarde (B)          | 32′    |
| Bombarde              | 16′    |
| Basson                | 16′    |
| Trompette             | 08′    |
| Basson                | 08′    |
| Clairon               | 04′    |
|                       |        |
| Chamades              |        |
| Chamade (G.O.)        | 8'     |
| Chamade (G.O.)        | 04'    |
| Chamade (Rec.)        | 08′    |
| Chamade (Rec.)        | 04′    |
| Chamade Régale (Rec.) | 08′    |

| Résonance expressive C–g3 |          |
| Orlos                     | 32'      |
| Bourdon                   | 16′      |
| Principal                 | 08′      |
| Bourdon                   | 08′      |
| Prestant                  | 04′      |
| Flûte                     | 04′      |
| Neuvième                  | 035/9′   |
| Tierce                    | 031/5′   |
| Onzième                   | 0210/11′ |
| Nazard                    | 02/3′    |
| Flûte                     | 02′      |
| Tierce                    | 013/5′   |
| Larigot                   | 01/3′    |
| Flageolet                 | 01′      |
| Fourniture III            |          |
| Cymbale III               |          |
| Basson                    | 16′      |
| Basson                    | 08′      |
| Voix humaine              | 08′      |
| Tremblant                 |          |

## Titulaires

### Anciens titulaires
- Guillaume Maingot (1600–1609)
- Jacques Petitjean (1609–1610)
- Charles Thibault (1610–1616)
- Charles Racquet (1618–1643)
- Jean Racquet (ca. 1643–1689)
- Médéric Corneille (1689–1730)
- Guillaume-Antoine Calvière (1730–1755)
- René Drouard du Bousset (1755–1760)
- Charles-Alexandre Jollage (1755–1761)
- Louis-Claude Daquin (1755–1772)
- Armand-Louis Couperin (1755–1789)
- Claude-Étienne Luce (1772–1783)
- Jean-Jacques Beauvarlet Charpentier (1783–1793)
- Claude Balbastre (1760-1793) compose en 1793 à une période où la cathédrale était transformée en temple de la Raison et où l'instrument était menacé de destruction les pièces « variations sur le thème de la Marseillaise : Marche des Marseillois » et sur l'Air de Ça ira.
- Pierre-Louis Couperin (1789)
- Antoine Desprez (1802–1806)
- François Lacodre dit Blin (1806–1834)

- Joseph Pollet (1834–1840)
- Félix Danjou (1840–1847)
- Eugène Sergent (1847–1900)

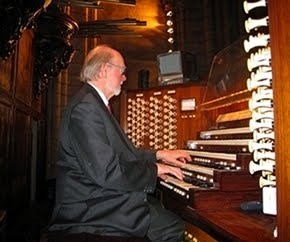
Jean-Pierre Leguay au grand orgue de Notre-Dame en 2012.

- Louis Vierne 1900-1937 (Assistants : Maurice Duruflé et Léonce de Saint-Martin) ;
- Léonce de Saint-Martin : 1937-1954 ;
- Pierre Cochereau : 1955-1984 (Assistant : Pierre Moreau 1907-1991) ;
- Yves Devernay : 1985-1990 ;
- Jean-Pierre Leguay : 1985-2015, est nommé organiste titulaire émérite ;
- Philippe Lefebvre : 1985-2019, est nommé organiste titulaire émérite[23],[24].

Depuis le décès de Pierre Cochereau, il a été décidé de revenir au service par quartiers, comme du temps de l’orgue Clicquot.

### Titulaires actuels
- Olivier Latry : 1985 ;
- Vincent Dubois : 2016 ;
- Thierry Escaich : 2024[24],[25] ;
- Thibault Fajoles : 2024, organiste titulaire adjoint du grand-orgue et de l’orgue de chœur[24],[25].

Après l'incendie de la cathédrale, les organistes titulaires, comme le reste du personnel, sont licenciés. Le 24 avril 2024, le recteur-archiprêtre Mgr Olivier Ribadeau Dumas annonce la nomination de quatre organistes en vue de la réouverture de la cathédrale aux fidèles à la fin de cette même année.

## Galerie

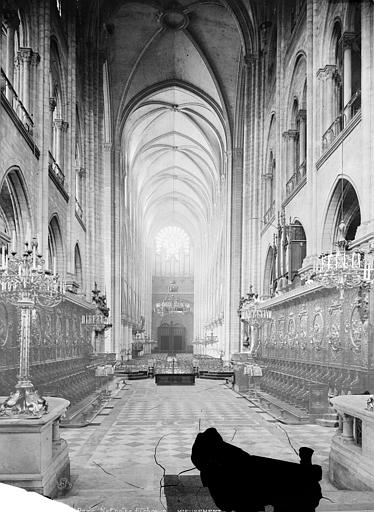
Nef-Grand orgue 1892, photographie Séraphin-Médéric Mieusement
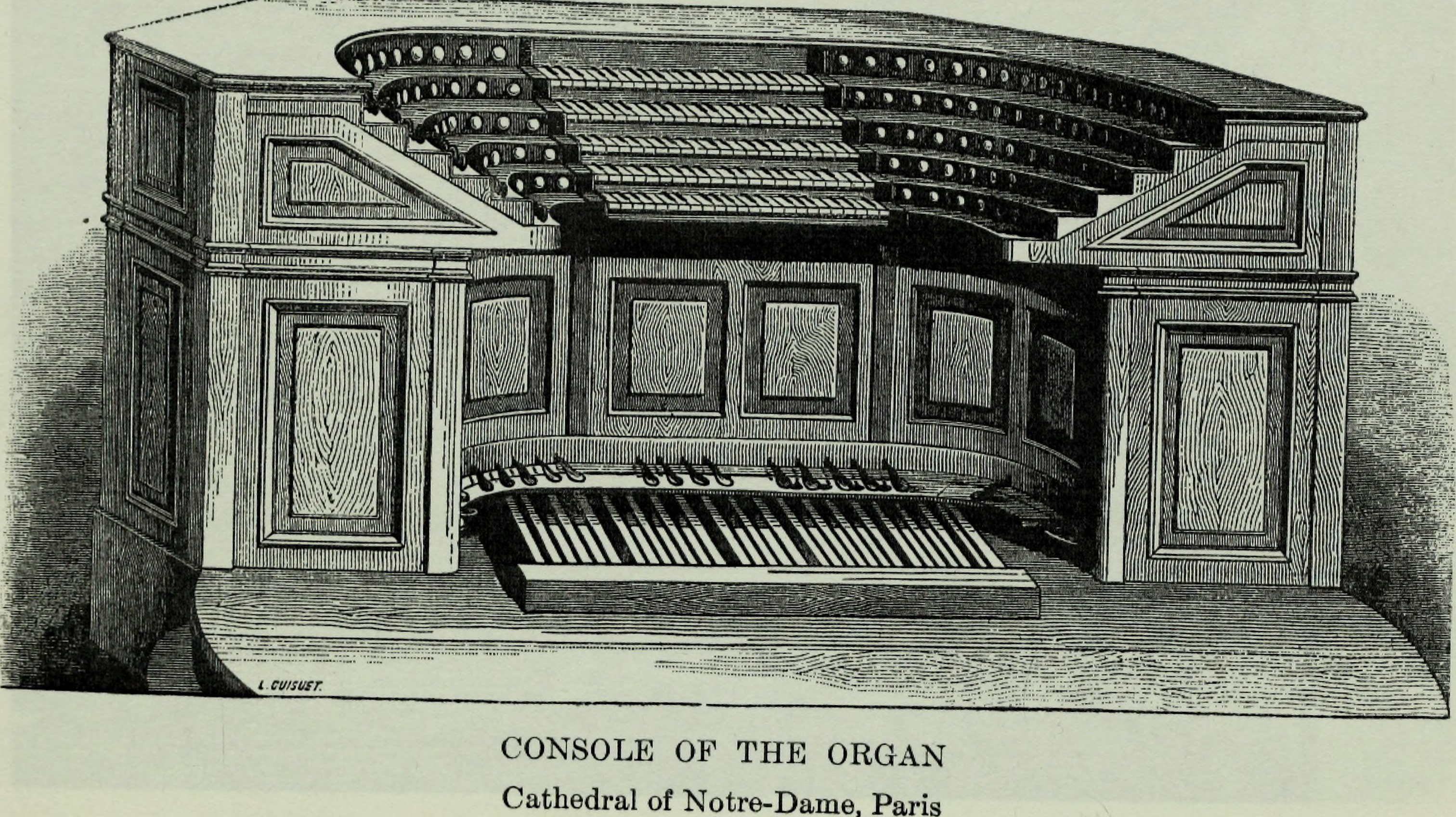
Console de l'orgue de Notre-Dame en 1917
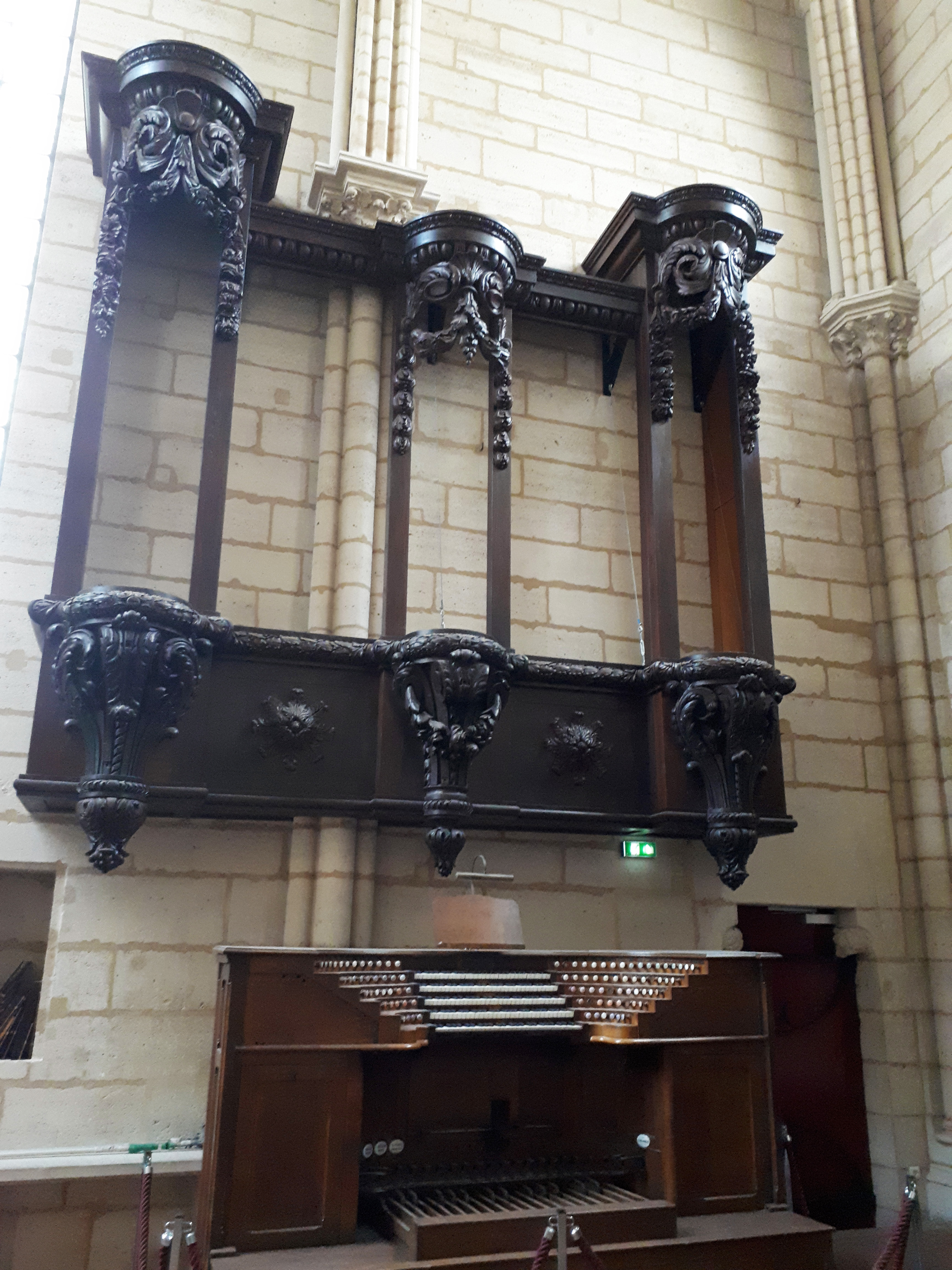
Ancien positif Clicquot et ancienne console Cavaillé-Coll
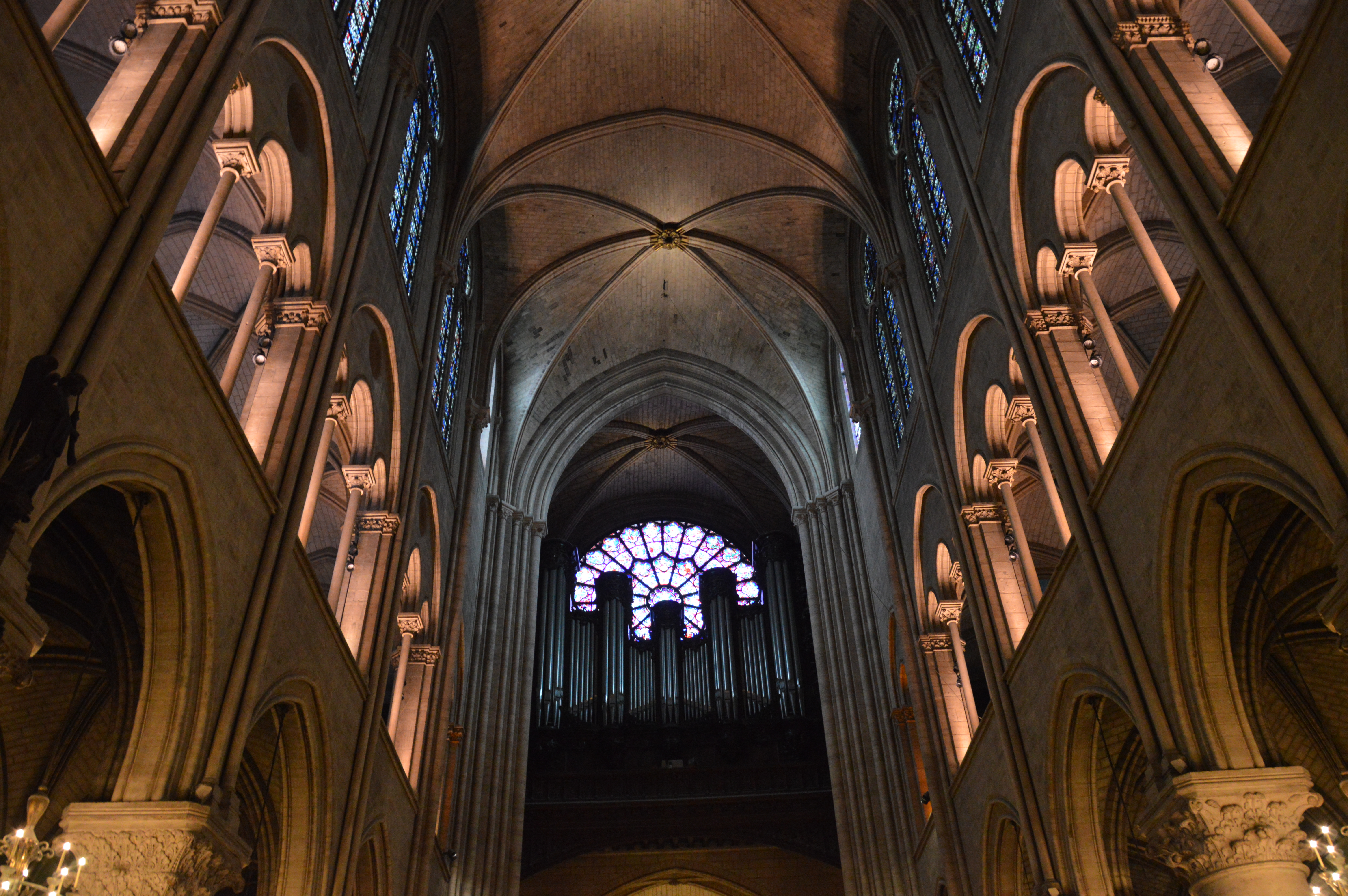
Les voûtes et le grand orgue avant l'incendie
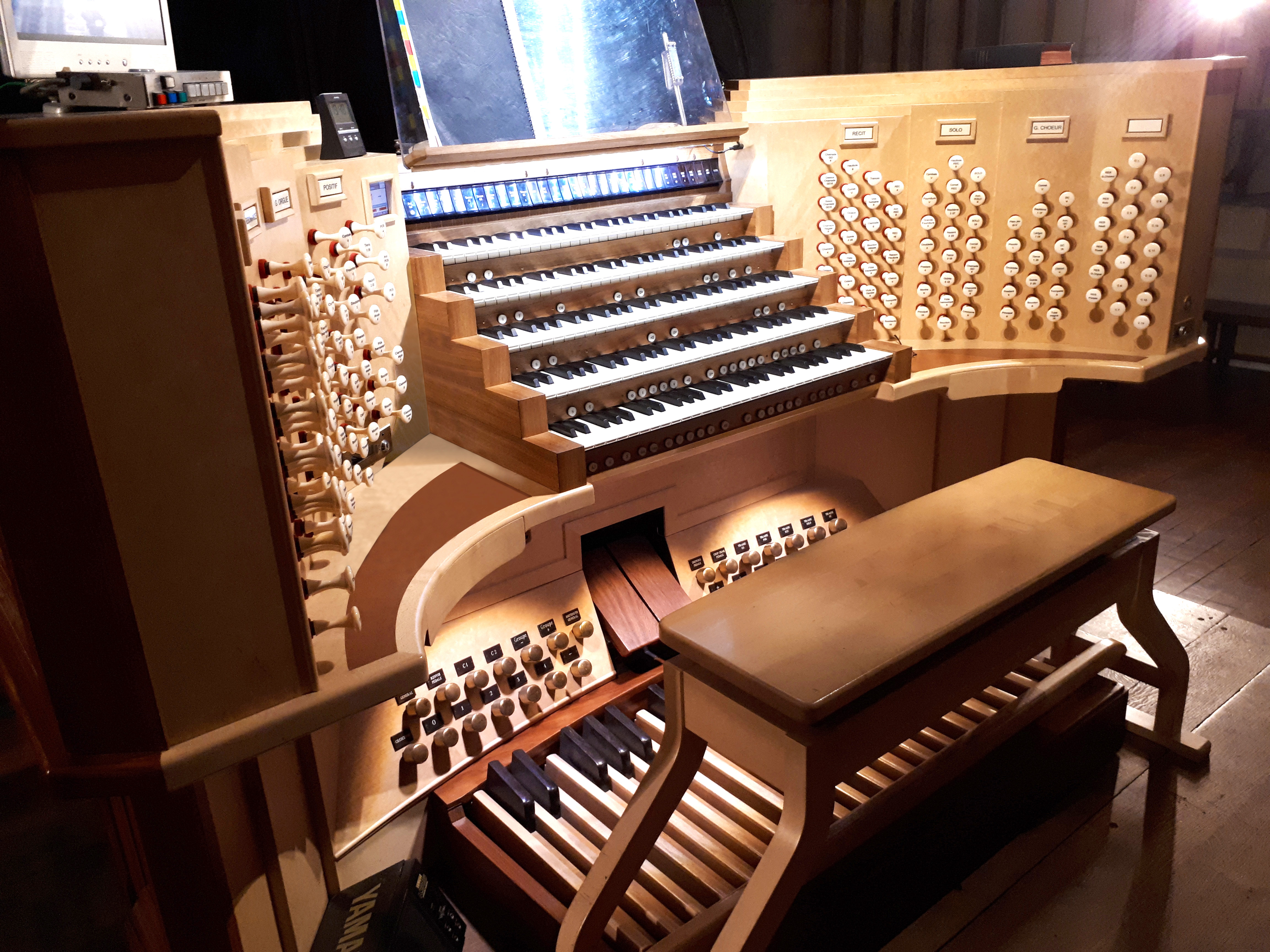
La console du grand orgue avant l'incendie
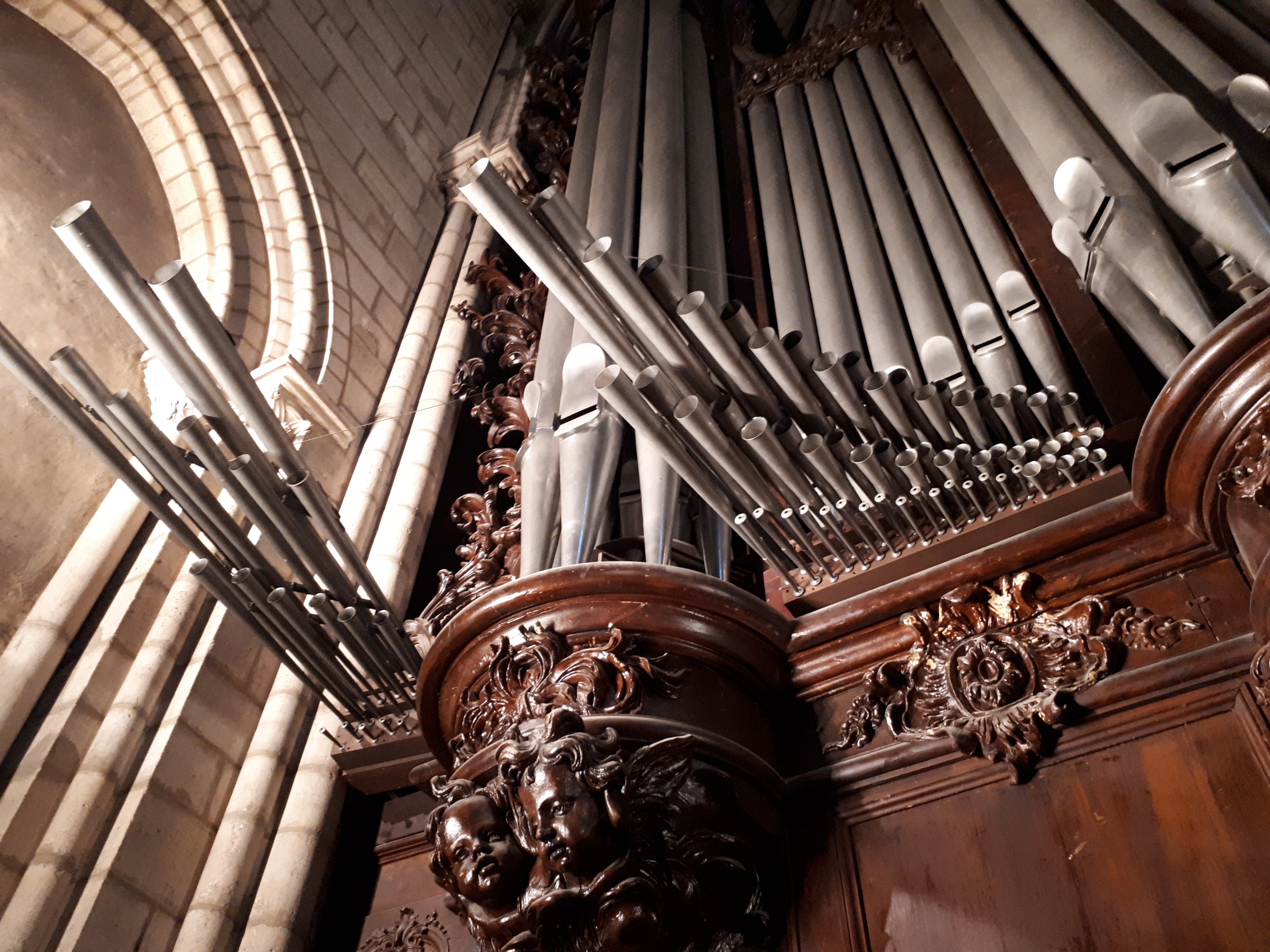
Les chamades du grand orgue en 2018